# 维旺 (大西洋比利牛斯省)
维旺（法語：Viven，法語發音：[vivɛ̃]）是法国大西洋比利牛斯省的一个市镇，位于该省东北部，属于波城区。

## 地理
维旺（43°27'50"N, 0°22'14"W）面积3.63 平方千米，位于法国新阿基坦大区大西洋比利牛斯省，该省份为法国东南部省份，涵盖了贝阿恩与北巴斯克，西临大西洋比斯開灣，北至朗德省，东北接热尔省，东临上比利牛斯省，南与西班牙接壤。
与维旺接壤的市镇（或旧市镇、城区）包括：阿尔热洛斯、欧加、杜米、塞比、泰兹。
维旺的时区为UTC+01:00、UTC+02:00（夏令时）。

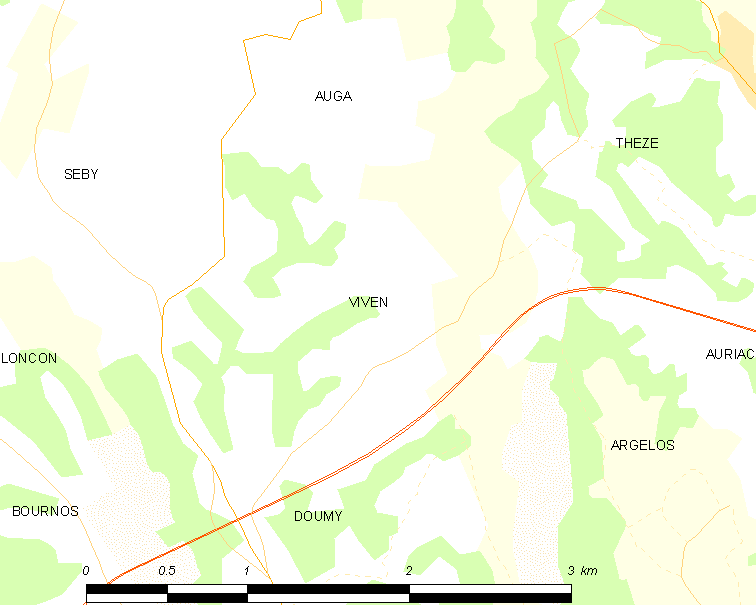
维旺的OSM定位图

## 行政
维旺的邮政编码为64450，INSEE市镇编码为64560。

## 政治
维旺所属的省级选区为吕伊河土地和维克比伊山坡县。

## 人口

1962-2008年间维旺人口变化图示

维旺于2022年1月1日时的人口数量为175人。